# James Squair
James Squair (Edimburgo, 28 settembre 1884 – Fuorigrotta, 30 novembre 1909) è stato un calciatore inglese, di ruolo attaccante.
In alcune fonti è riportato come Squire.

## Carriera
Squair militò in patria tra le file del Newcastle Utd prima di trasferirsi in Italia.
In Italia giocò nella Juventus per tre stagioni, esordendovi nell'incontro contro il Genoa il 12 marzo 1905 in un pareggio per 1 a 1. La sua ultima partita in maglia bianconera fu contro il Torino il 3 febbraio 1907 in una sconfitta per quattro ad uno. Fu uno dei protagonisti del primo scudetto juventino. In totale collezionò 10 presenze e segnò una rete il 26 marzo 1905 contro l'US Milanese.
Nel 1908 si trasferì al Torino, giocandovi solo incontri amichevoli a causa dell'autosospensione del club granata dal campionato per il divieto di schierare calciatori stranieri imposto dalla FIF.

## Statistiche

### Presenze e reti nei club
| Stagione         | Club             | Campionato                         | Campionato                         | Campionato                         | Campionato |
| Stagione         | Club             | Comp                               | Pres                               | Reti                               |            |
| ---------------- | ---------------- | ---------------------------------- | ---------------------------------- | ---------------------------------- | ---------- |
| 1904             | Newcastle Utd    | FD                                 | ?                                  | ?                                  |            |
| Totale Newcastle | Totale Newcastle | Totale Newcastle                   | ?                                  | ?                                  |            |
| 1904-1905        | Juventus         | PC                                 | 3                                  | 1                                  |            |
| 1905-1906        | Juventus         | PC                                 | 5                                  | 0                                  |            |
| 1906-1907        | Juventus         | PC                                 | 2                                  | 0                                  |            |
| Totale Juventus  | Totale Juventus  | Totale Juventus                    | 10                                 | 1                                  |            |
| 1907-1908        | Torino           | Squadra non iscritta al campionato | Squadra non iscritta al campionato | Squadra non iscritta al campionato |            |
| Totale Torino    | Totale Torino    | Totale Torino                      | 0                                  | 0                                  |            |
| Totale           | Totale           | Totale                             | 10+                                | 1+                                 |            |

## Palmarès

### Calciatore

#### Club

##### Competizioni nazionali
- Campionato italiano: 1

Juventus: 1905